# Powiat Obornik
Powiat Obornik (niem. Kreis Obornik, pol. powiat obornicki) – niemiecki powiat istniejący w okresie od 1818 do 1919 r. na terenie prowincji poznańskiej.
Powiat Obornik utworzono w 1818 r. 
W 1910 r. powiat obejmował 169 gminy o powierzchni 1.087,89 km² zamieszkanych przez 55.880 osób.
W 1918 r. w prowincji poznańskiej wybuchło powstanie wielkopolskie przeciwko rządom niemieckim i powiat znalazł się pod kontrolą powstańców. 
W ramach traktatu wersalskiego z 1919 r. terytorium powiatu Obornik trafiło do państwa polskiego, stając się powiatem obornickim w województwie poznańskim. Jedynie okolic Połajewa z dotychczasowego powiatu Obornik przyłączono do nowo utworzonego powiatu czarnkowskiego w tymże województwie (z przypadłych Polsce południowych części powiatów Filehne (wieleńskiego) i Czarnikau (czarnkowskiego).
W czasie II wojny światowej niemieckie władze okupacyjne utworzyły w okupowanej Wielkopolsce powiat Obornik, który od 1941 r. funkcjonował pod nazwą Obernick (Warthe). W 1945 r. Armia Czerwona zajęła Wielkopolskę, a teren przejęła administracja polska.